# برج نینا
برج نینا (به انگلیسی: Nina Tower) آسمان‌خراش ۸۰ طبقه به ارتفاع ۳۲۰٫۴ متر، با کاربری اداری،تجاری و هتل است، که در هنگ کنگ مستقر می‌باشد. پروژه ساخت این ساختمان در سال ۲۰۰۰ آغاز شد و در سال ۲۰۰۷ تکمیل و افتتاح گردید. برج نینا متعلق به شرکت چایناکم
می‌باشد.

## نگارخانه

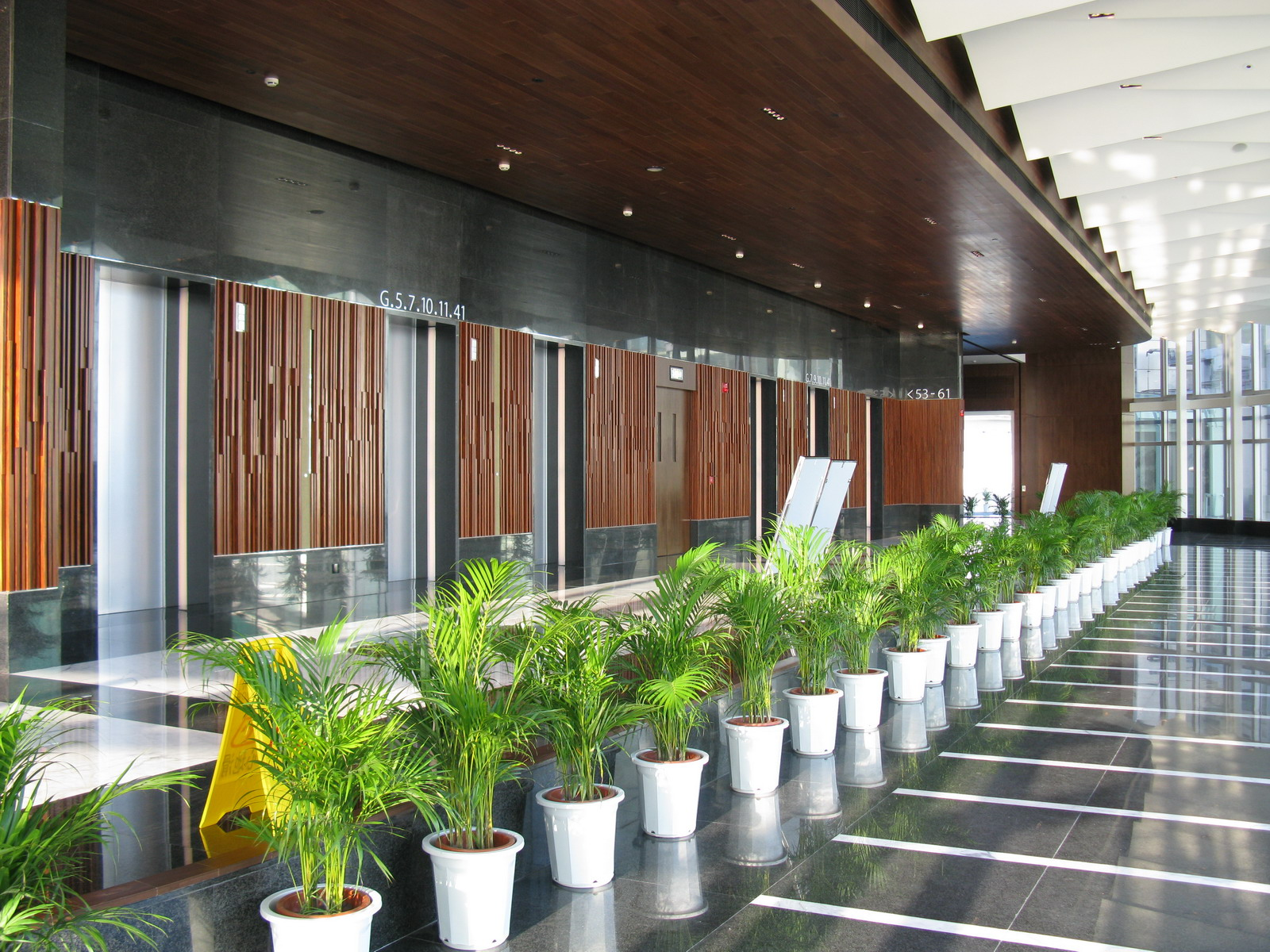
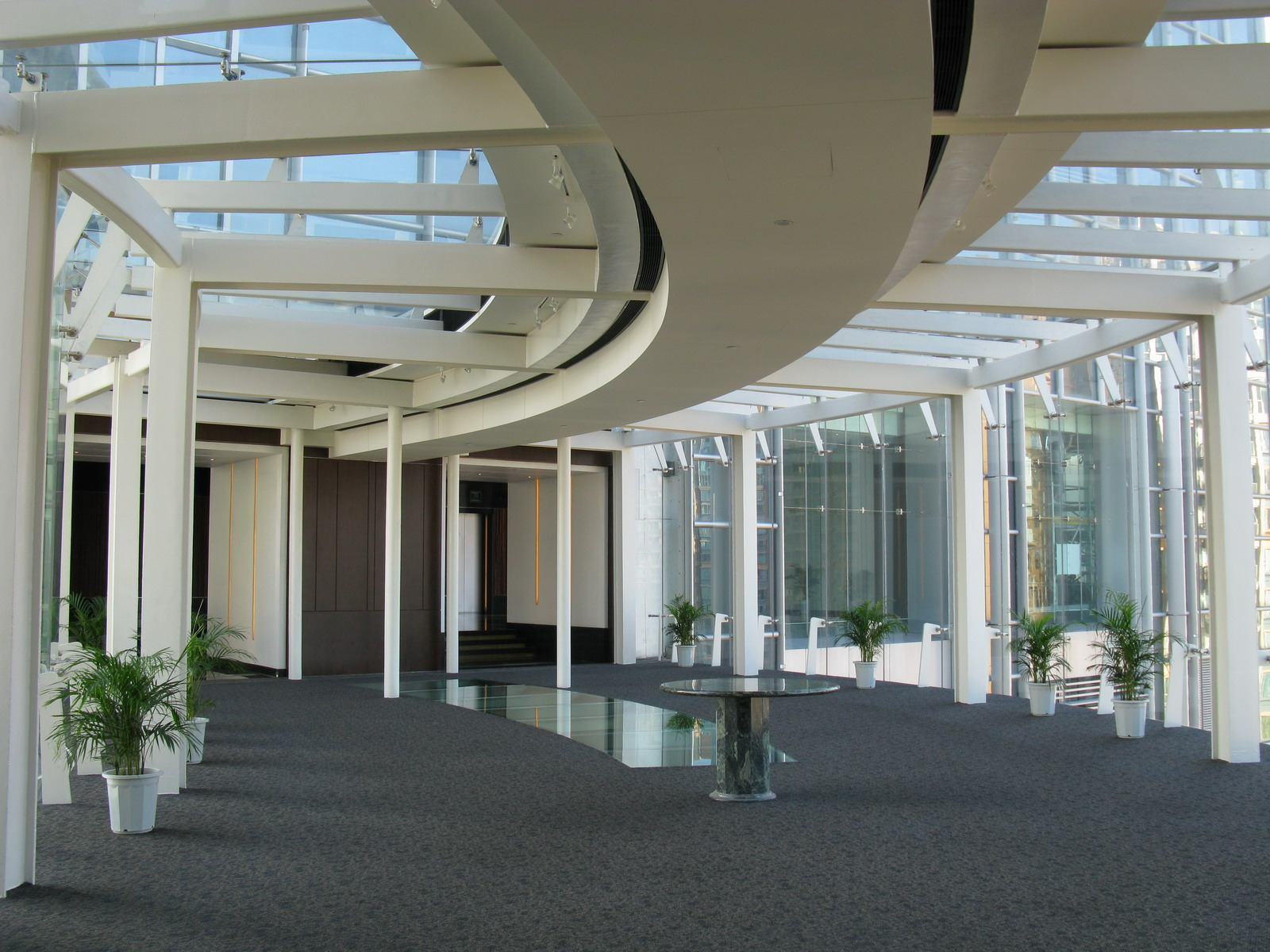
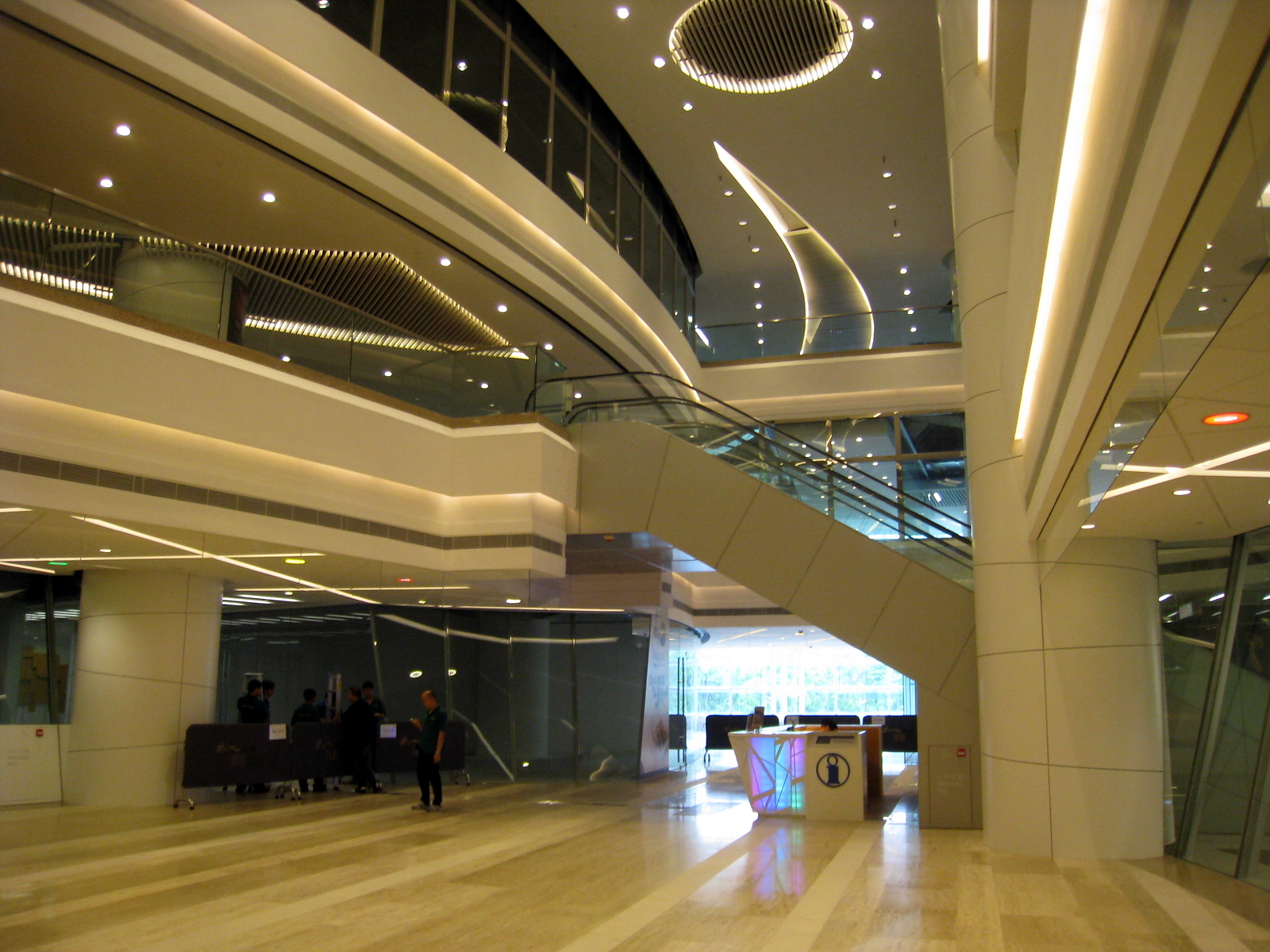
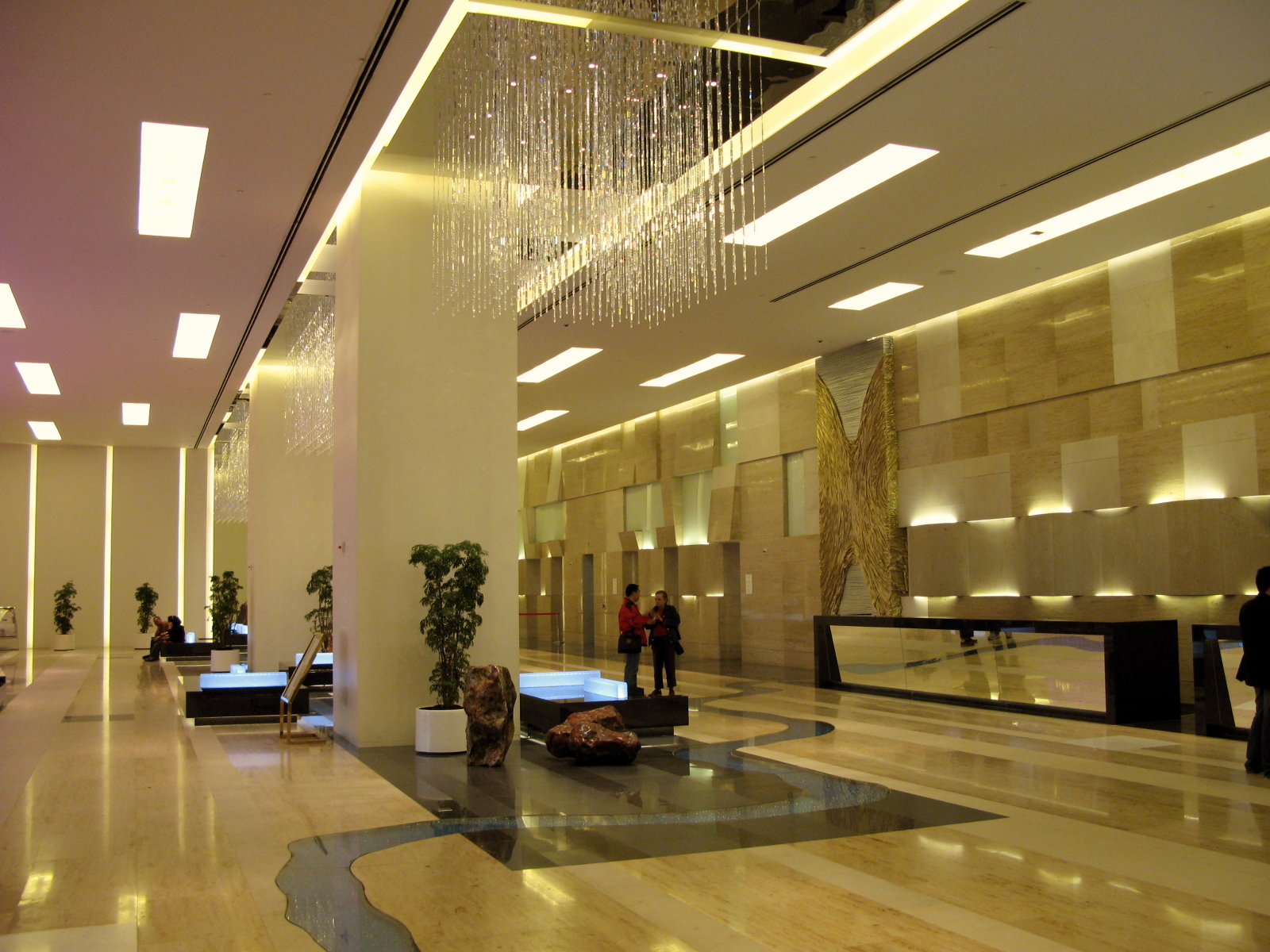
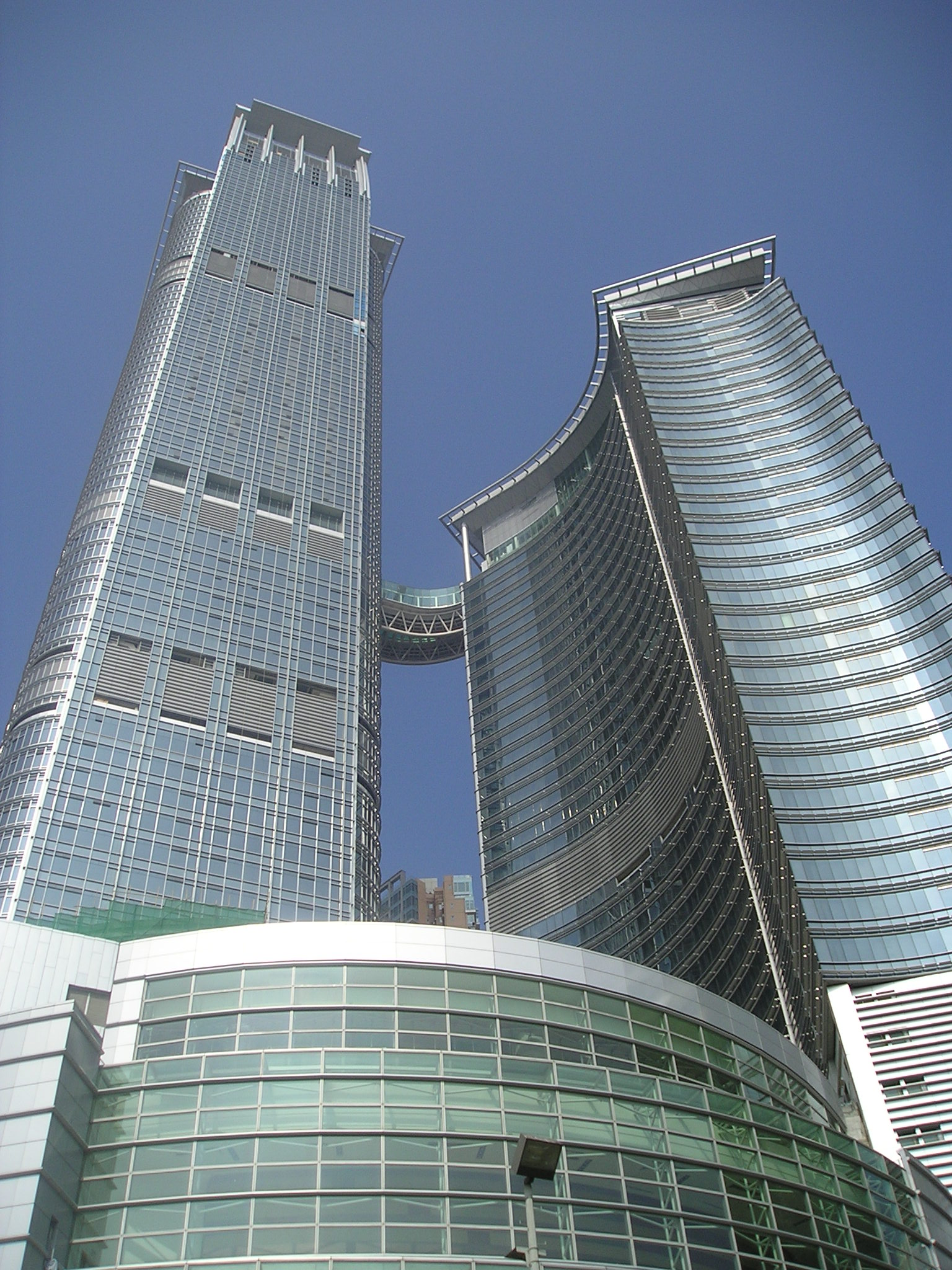